# Màndorla
|  | Per a altres significats, vegeu «ametlla (desambiguació)». |

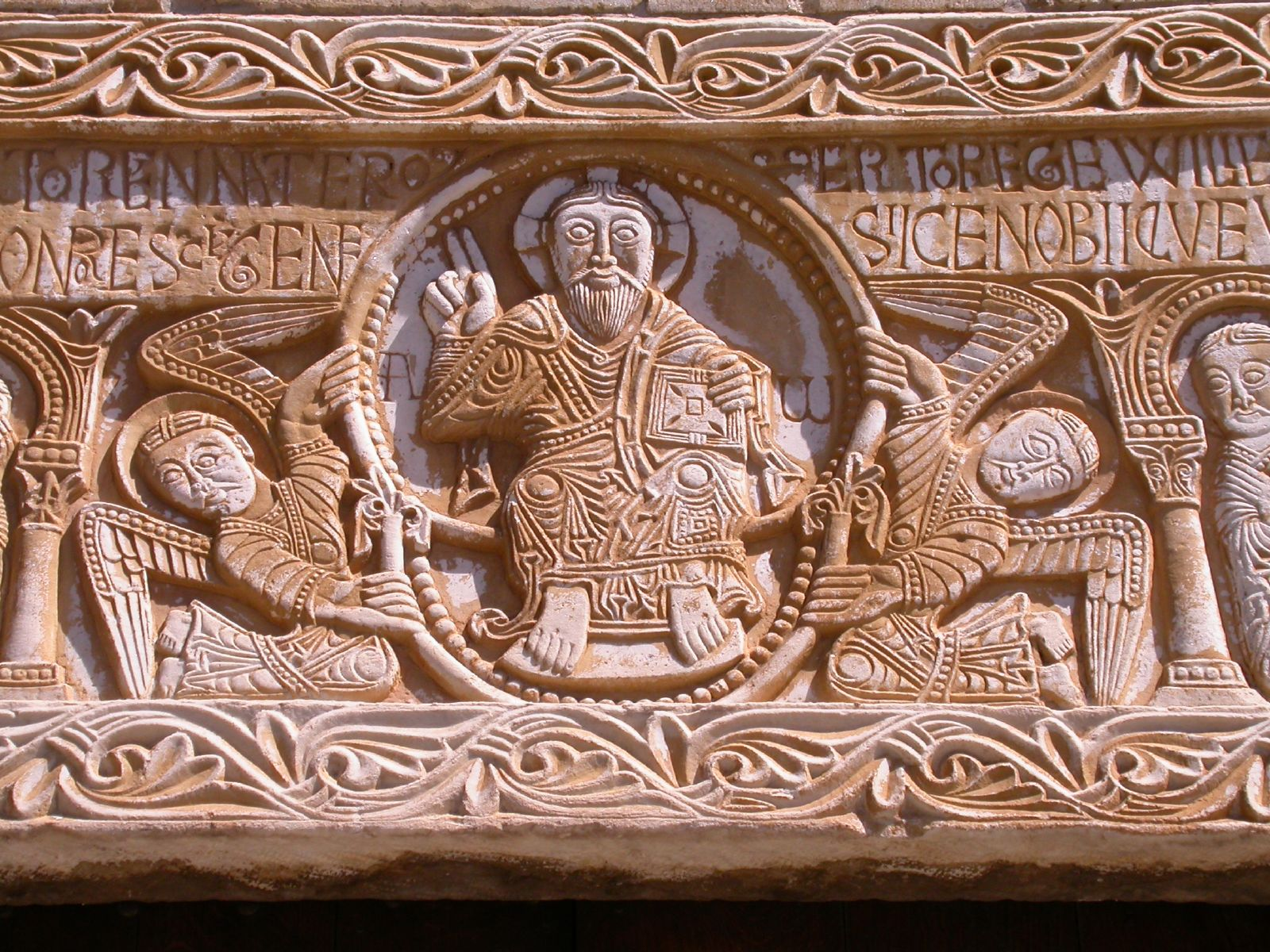
Detall central de la llinda del monestir de Sant Genís de Fontanes

La màndorla (ametlla mística o vesica piscis) és un marc o aurèola amb forma de dos cercles que intersequen de forma que la circumferència d'un passa pel centre de l'altre semblant a una ametlla, on s'insereixen personatges sagrats, i n'és el més freqüent Jesucrist però també, la Mare de Déu o els sants. Es va usar preferentment en l'art romànic i romà d'Orient. La paraula màndorla ve de l'italià mandorla, que significa 'ametlla'. També es coneix com a ametlla mística. Aquesta forma també s'anomena vesica piscis ('veixiga de peix' en llatí) és un símbol fet amb dos cercles del mateix radi que s'intersequen de manera que el centre de cada cercle és a la circumferència de l'altre.

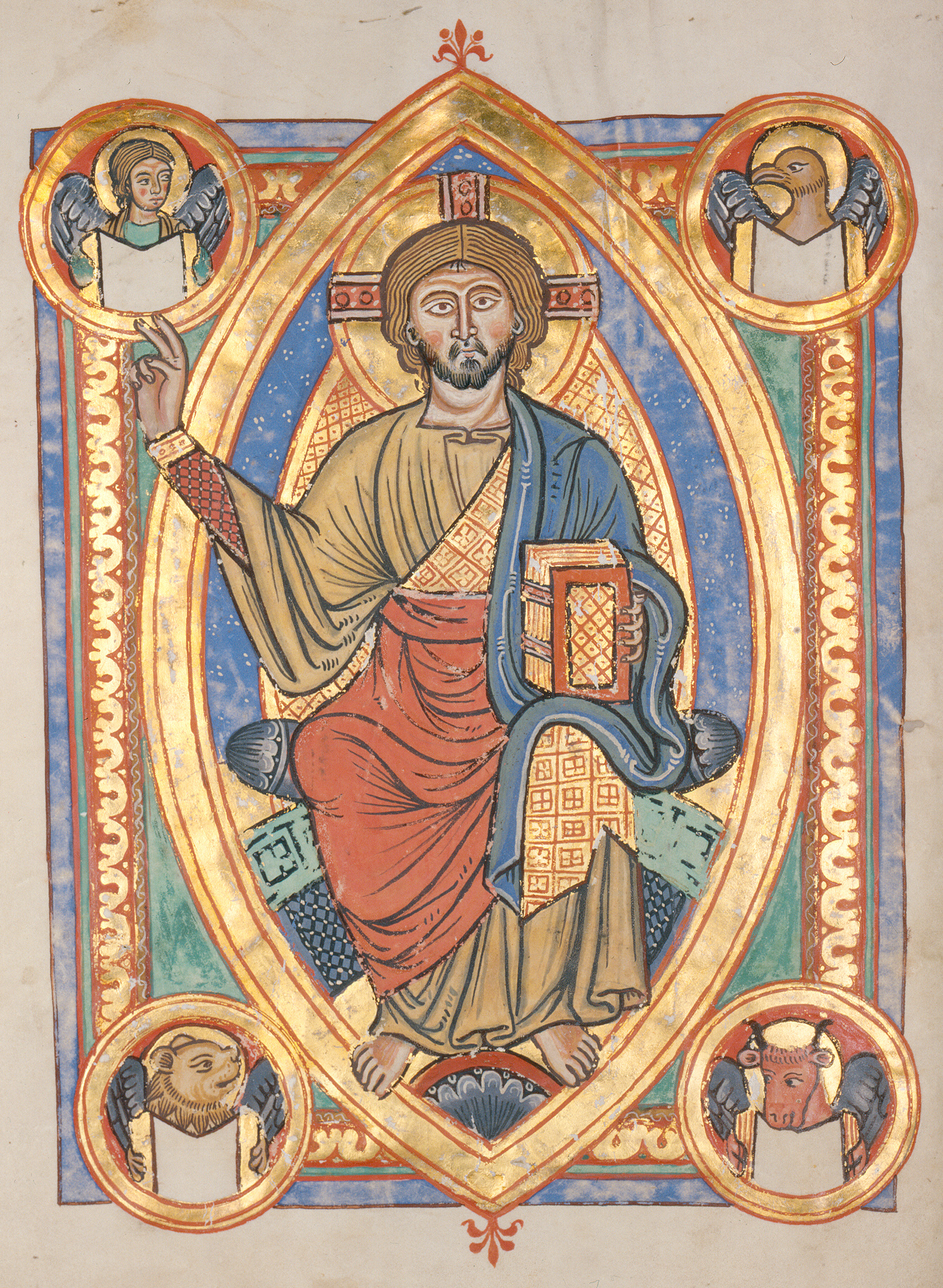
Jesús dintre d'una forma de màndorla o vesica piscis en un manuscrit medieval (l'Evangeli de Speyer / das Speyerer Evangelistar, 1220)

La Vesica Piscis

## Història
La màndorla prové d'un element arquitectònic romà que consistia a posar personatges en un cercle. La rodella que mostra el retrat de la persona morta en un epitafi apareix ràpidament en sarcòfags cristians.
A França, una de les màndorles més antigues es troba en un sarcòfag merovingi a la cripta de Jouarre. A la capçalera del sarcòfag de sant Agilbert, n'hi ha un de quatre formes cristal·lines diferents que envolta una Maiestas Domini en una màndorla. Els escultors del segle vii hi van fixar la imatge d'un Crist jove, imberbe, amb una representació pròxima a la manera romana d'Orient.
Una representació, també de tradició preromànica es troba a l'església del monestir de Sant Genís de Fontanes. Situada en la seva façana, la llinda (en marbre blanc de Ceret) és una obra monumental. Aquesta escultura romànica és coneguda com la més antiga en pedra (data de 1019-1020) i representa Crist beneint inscrit en una màndorla perlada, sostinguda per dos arcàngels i enquadrat per dos grups de tres personatges bíblics.
Existeixen molts Crists inscrits en màndorles a les esglésies romàniques occitanes, com a Santa Fe de Conques, a l'església de Sant Tròfim o a la basílica de Sant Serni de Tolosa.
El mateix motiu es retroba en l'art iconogràfic romà d'Orient ortodox, com en la icona de la Transfiguració, en la davallada als llimbs o en la icona de Crist Pantocràtor (màndorla triple). En la icona de la Nativitat, la Verge és representada també en una màndorla, que es confon amb el seu llit. En canvi, en la icona de la Dormició de la Verge, ja no és en una màndorla, és la seva ànima que Crist ve a recollir en una màndorla.

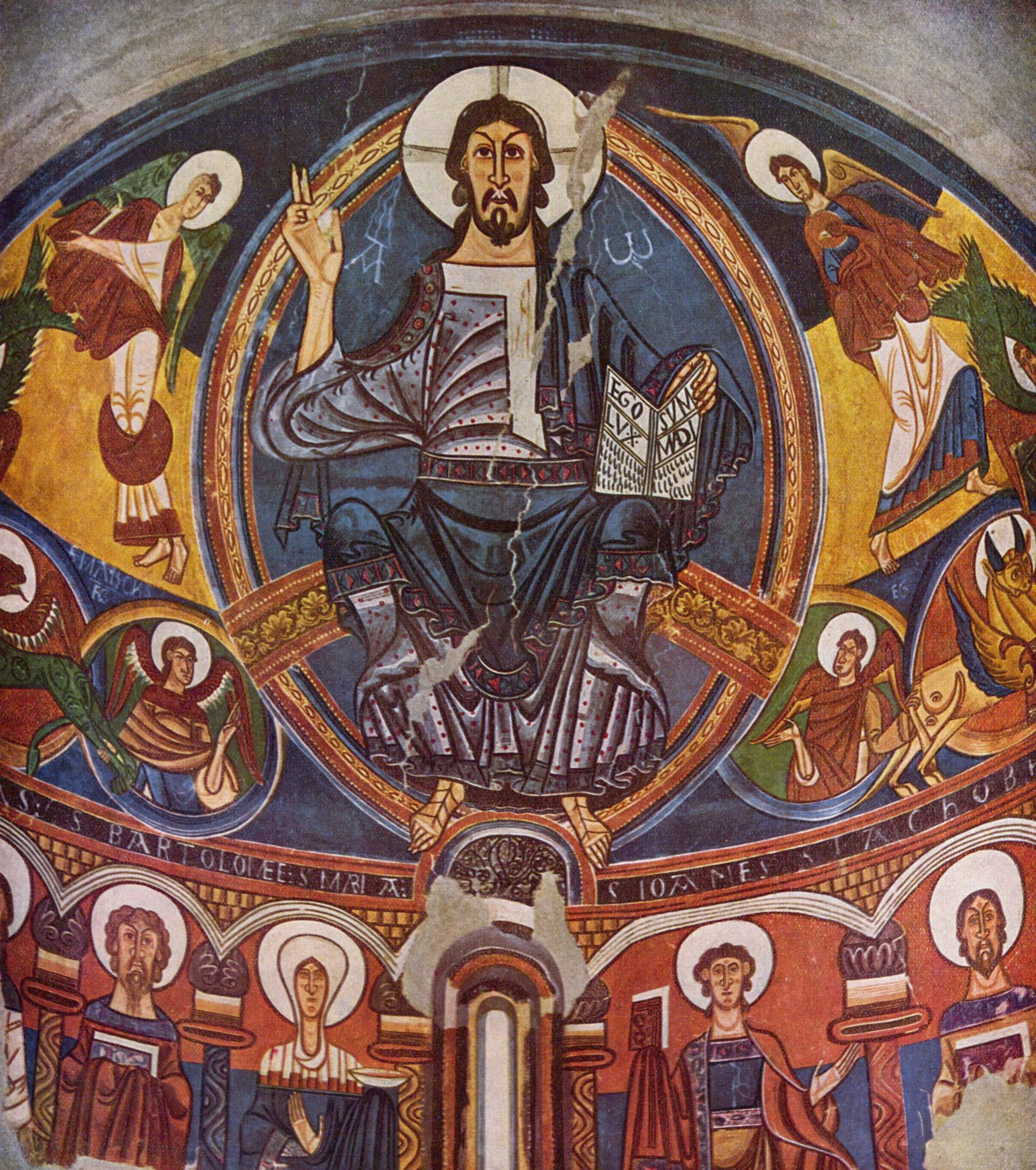
Pintura mural de Sant Climent de Taüll amb la Maiestas Domini dins la màndorla

A l'estat espanyol, es troba de manera escultòrica en llocs com l'església de Santa Maria de Covet (Lleida), església de Santiago de Carrión de los Condes (Palència), església de San Esteban de Moradillo de Sedano (Burgos). A l'església de Santo Domingo de Sòria, com a raresa, apareix la Santíssima Trinitat en la màndorla, envoltada per àngels amb els símbols dels evangelistes i les figures sedents de la Verge i sant Joan Baptista.
També es troben màndorles en manuscrits il·luminats, en la pintura medieval, preferentment situades a l'eix dels absis, com a l'església de Sant Climent de Taüll (Lleida), l'església dels sants Julià i Basilisa de Bagüés (Osca) o al panteó de la basílica de San Isidoro de Lleó i en l'art d'orfebreria, com és el cas del retaule del santuari de San Miguel d'Aralar o a l'urna de Santo Domingo de Silos (Burgos).

## Forma i símbol

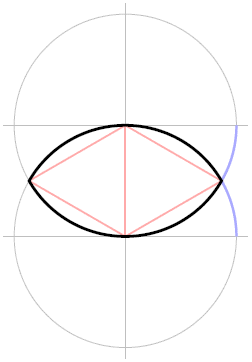
Forma horitzontal

La utilització del cercle per inscriure un personatge, a més a més de la seva ubicació dalt d'un element arquitectònic, evoca l'esfera celeste. La màndorla condueix a una altra dimensió: és una figura geomètrica dissenyada amb dos cercles que es tallen. A la seva intersecció es troba una persona, per la qual s'ha de passar per recórrer el camí entre els dos cercles, els dos hemisferis o els dos mons, el terrenal i el celestial. La implantació de Crist en una màndorla al timpà de la porta d'una església revela el simbolisme de passar de fora de l'església a dintre de l'església i, per tant, anuncia el pas dels vius del món terrenal al celestial. La màndorla es fa servir aleshores per a expressar un passatge o una porta.
D'acord amb el simbolisme desanta Hildegarda de Bingen, la màndorla es refereix al cosmos.
En l'arquitectura gòtica, a més a més dels beneficis arquitectònics de la volta de creueria que permet l'entrada de la llum a l'edifici, va portar l'arc ogival que té aparença de màndorla oberta a plena llum. Encara es pot utilitzar el simbolisme de la màndorla, ara lluminosa (amb relació a la romànica). Aquest ús de la màndorla correspon a aquest període de recerca del realisme, caracteritzat també per la seva estatuària mòrbida.
Aquest símbol és, a més, usat fora del cristianisme. En diverses religions, l'ametlla és associada amb el naixement d'una verge. Per exemple la nimfa verge Nana va concebre miraculosament Atis col·locant una ametlla als seus pits.
En l'art cristià, algunes aurèoles tenen la forma d'una vesica piscis horitzontal, i hi ha alguns segells d'organitzacions eclesiàstiques que estan envoltats d'una vesica piscis horitzontal (en comptes de la més usual de forma circular).

### Significat místic i religiós
En diversos períodes de la història ha estat tema d'especulacions místiques; probablement, els primers van ser els pitagòrics, que la consideraven una figura sagrada. La raó matemàtica de la seva amplada (mesurada pels punts extrems del «cos», sense incloure «la cua» per la seva altura va ser acotada entre 1351/780 i 265/153. Aquesta darrera raó, que dona 1,73203, es va considerar un nombre sagrat anomenat la mesura del peix. Exactament, la raó geomètrica d'aquestes dimensions és l'arrel quadrada de 3, o 1,7320508076... (ja que si es traça la línia recta que uneix els centres de tots dos cercles, juntament amb els dos punts on els cercles s'intersequen, s'obtenen dos triangles equilàters units per un costat, amb una altura de la meitat de la √3, i el costat del triangle n'és la unitat). El quocient 265:153 és una aproximació a l'arrel quadrada de 3, i té la propietat que no es pot obtenir cap aproximació millor amb nombres més petits. El número 153 apareix en l'Evangeli de Joan (21:11) com el nombre de peixos que Jesús va fer que es capturessin a la miraculosa «captura dels peixos», cosa que alguns consideren com una referència xifrada de les creences pitagòriques.
Aquesta aproximació a l'arrel de tres es pot expressar amb la bella desigualtat:
{\displaystyle 1351/780>{\sqrt {3}}>265/153}